# 보라매공원역
보라매공원역(Boramae Park Station, 보라매公園驛)은 서울특별시 동작구 신대방동에 있는 서울 경전철 신림선의 역이다. 난곡지선에 대비해 선로를 미리 지어놓았다.

## 역사
- 2021년 2월 7일: 보라매공원역으로 역명 결정[1]
- 2022년 5월 28일: 개통
- 미정: 난곡지선 개통으로 분기역이 됨

## 역 구조

### 승강장
2면 3선의 상대식 승강장을 갖추고 있는 지하역이며 스크린도어가 설치되었다.
| 보라매 ↑     |
| \| 상 \|     |
| ↓ 보라매병원 |

| 상 | ● 서울 경전철 신림선 | 대방 · 샛강 방면   |
| 하 | ● 서울 경전철 신림선 | 신림 · 관악산 방면 |

## 사진

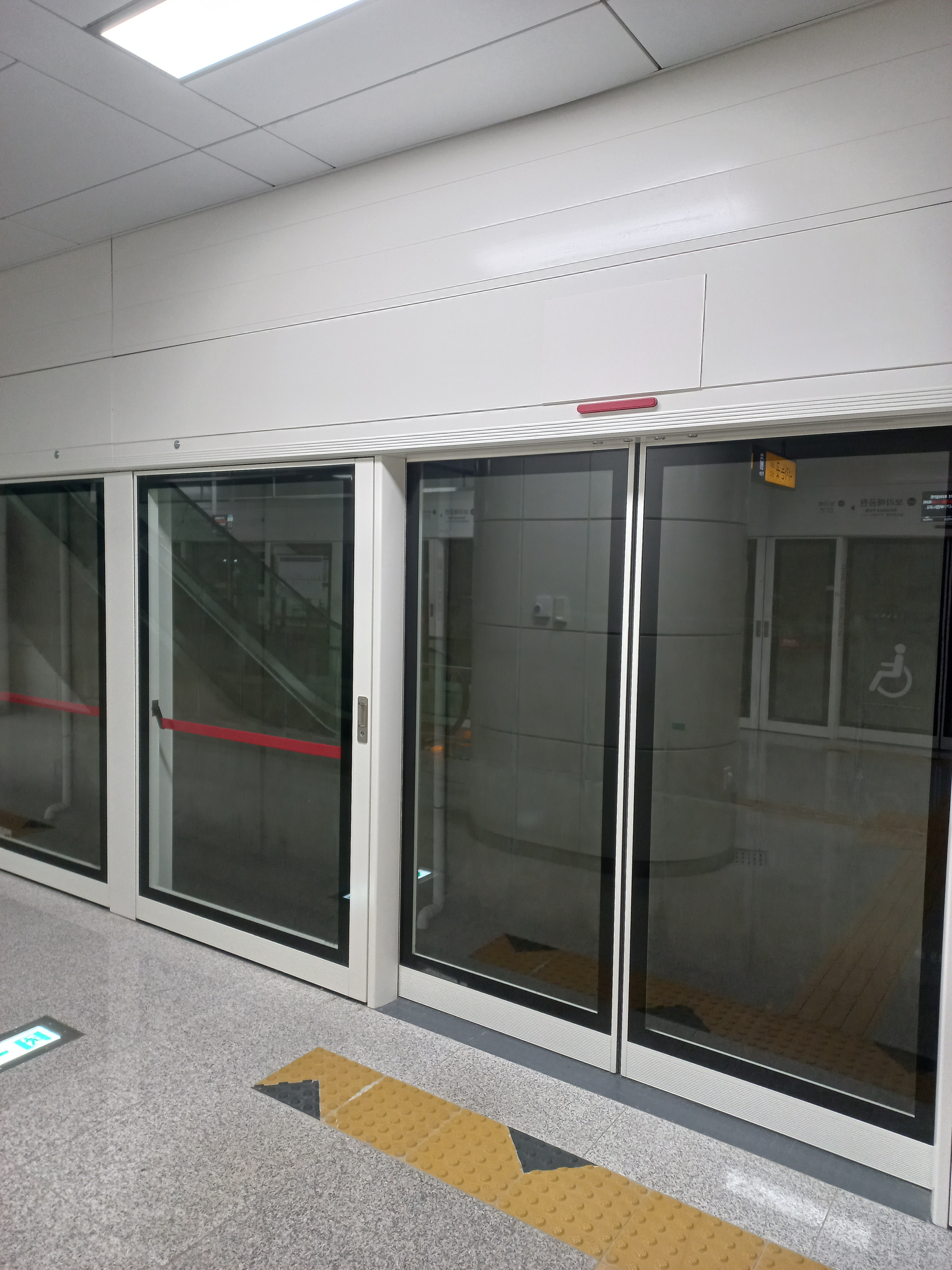
미개통 상행 승강장
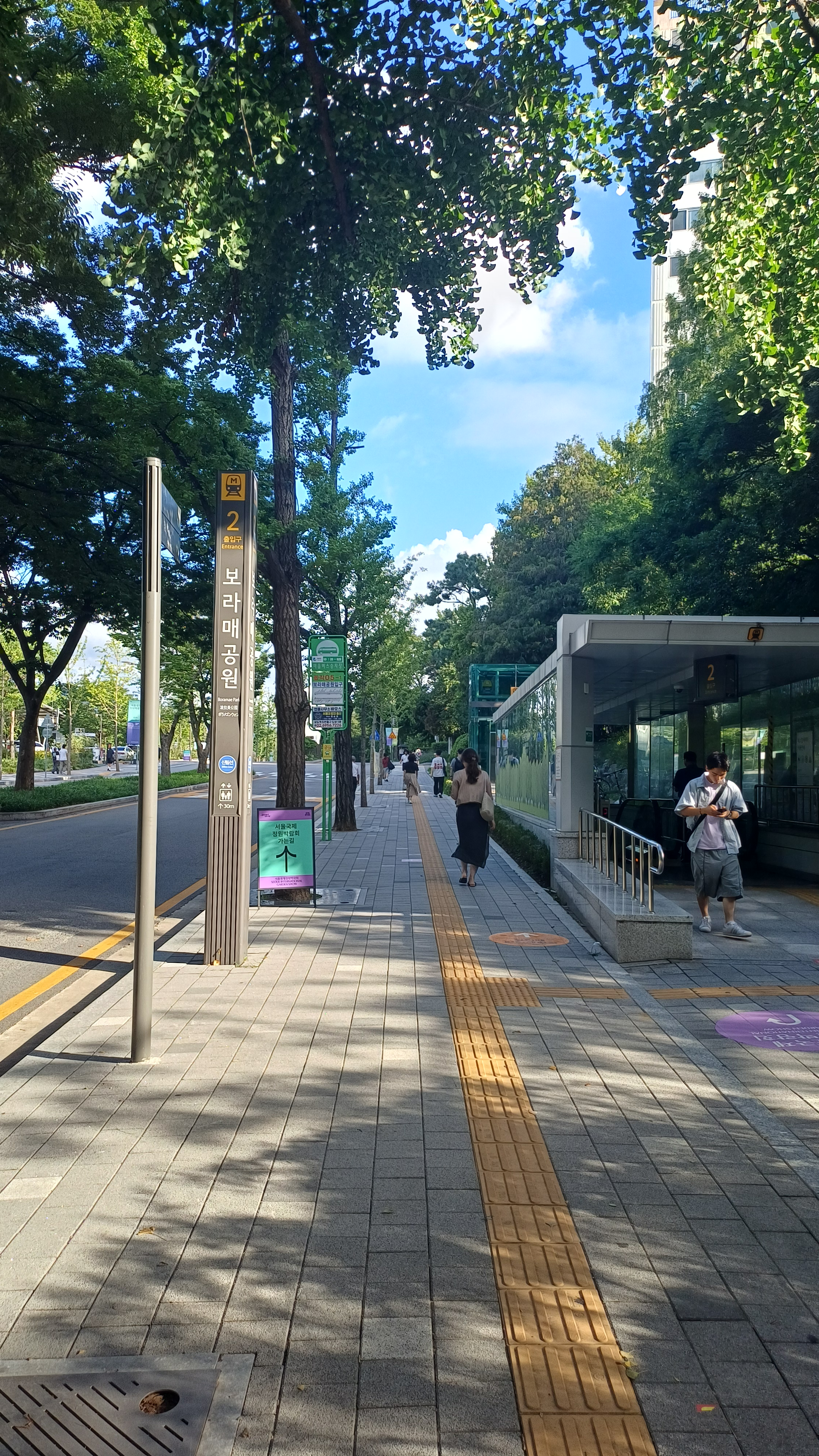
2번출구
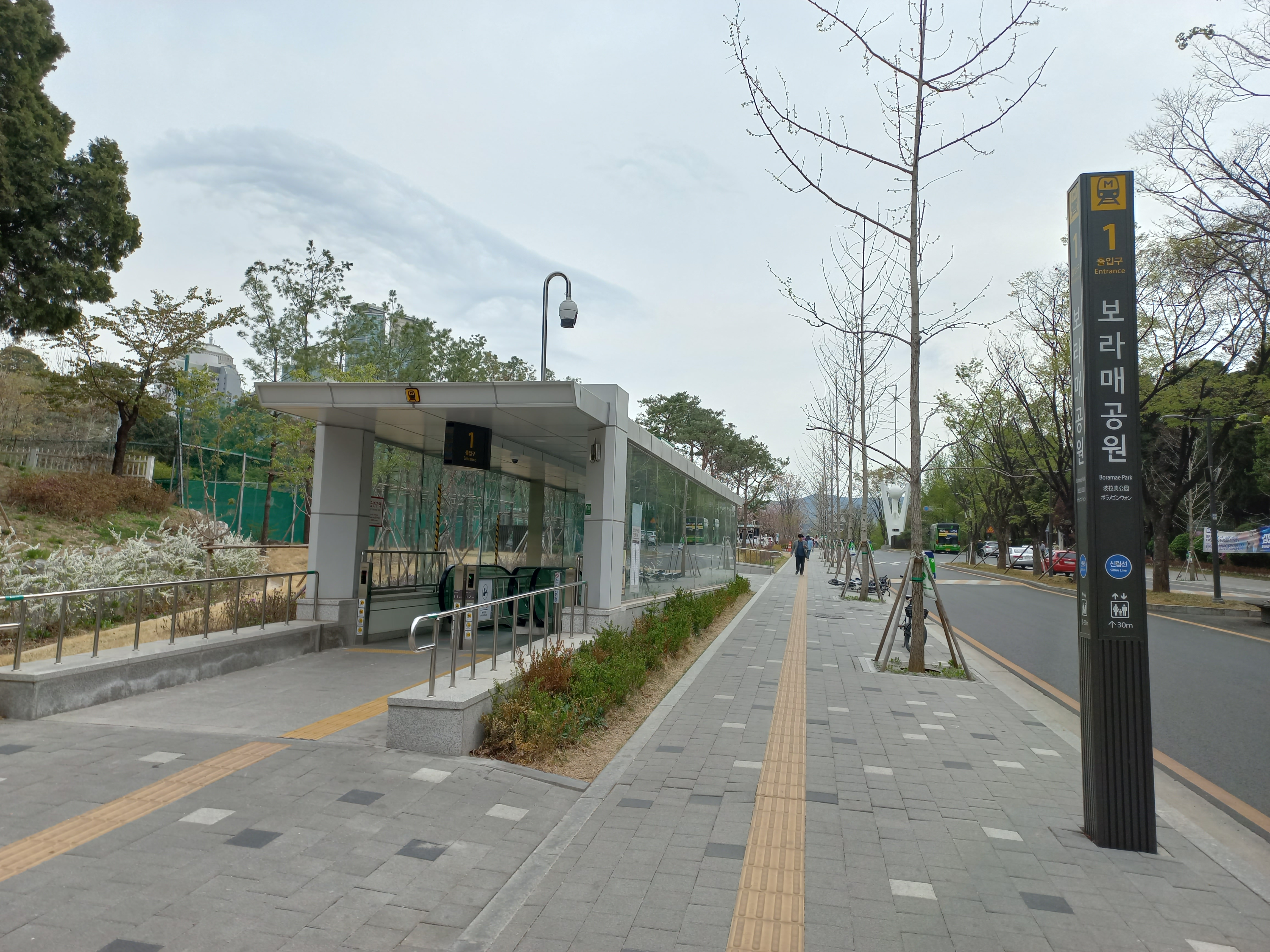
1번출구
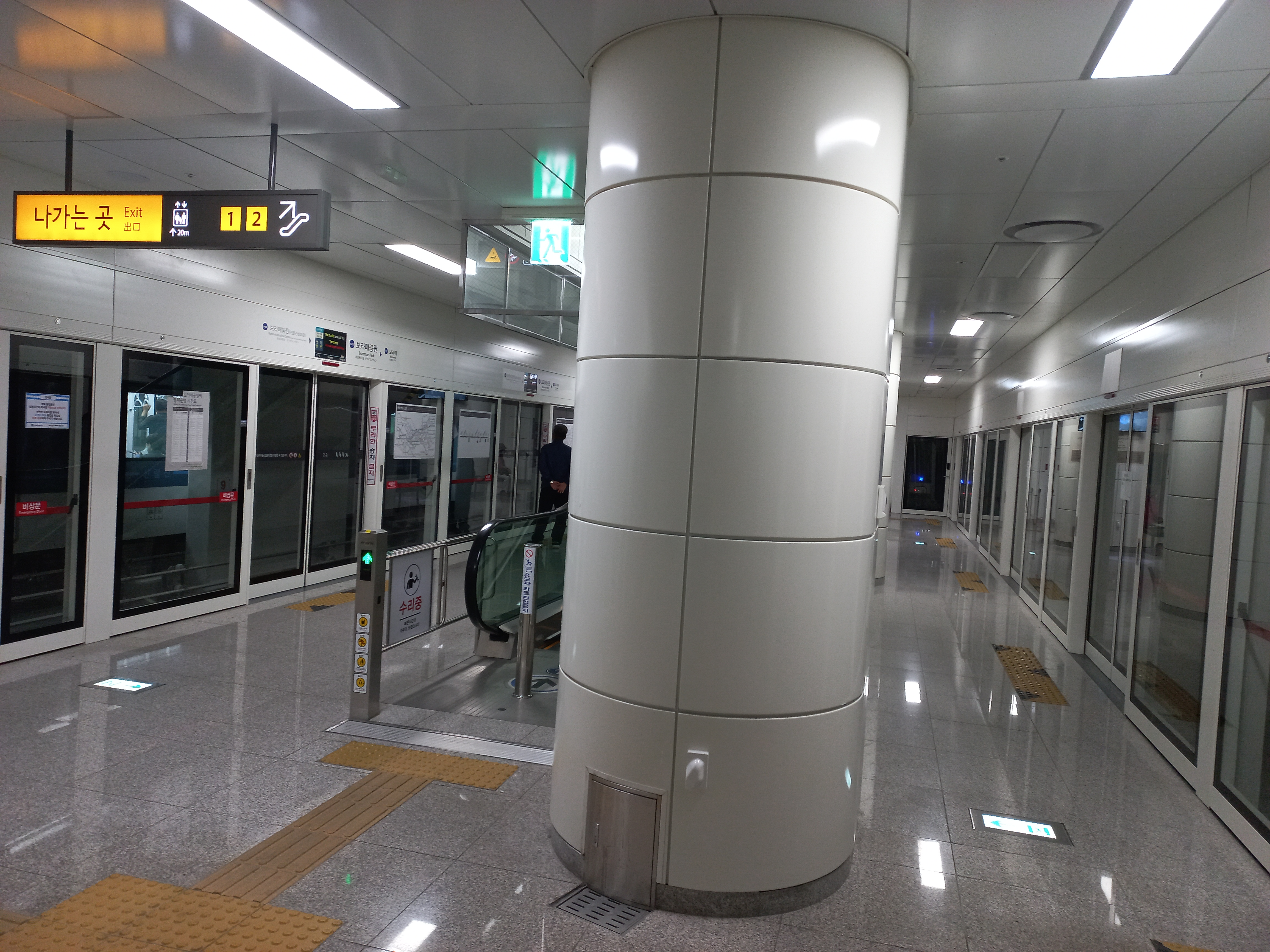
상행승강장2

## 역 주변
- 보라매공원 서문
- 농심 본사
- 서울동작소방서
- 대한민국 기상청
- 동작구민 체육센터
- 한국자유총연맹
- 서울특별시 동부공원녹지사업소
- 서울보라매초등학교
- 보라매차량사업소
- 수도여자고등학교
- 수도여고부설 방송통신고등학교
- 서울시립남부장애인종합복지관
- 보라매안전체험관
- ● 서울 지하철 2호선 신대방역

## 인접한 역
| 서울 경전철 신림선    | 서울 경전철 신림선   | 서울 경전철 신림선          |
| --------------------- | -------------------- | --------------------------- |
| S404 보라매 샛강 방면 | ● 서울 경전철 신림선 | S406 보라매병원 관악산 방면 |

## 같이 보기
- 강동역
- 구로역